# Smaka på Stockholm

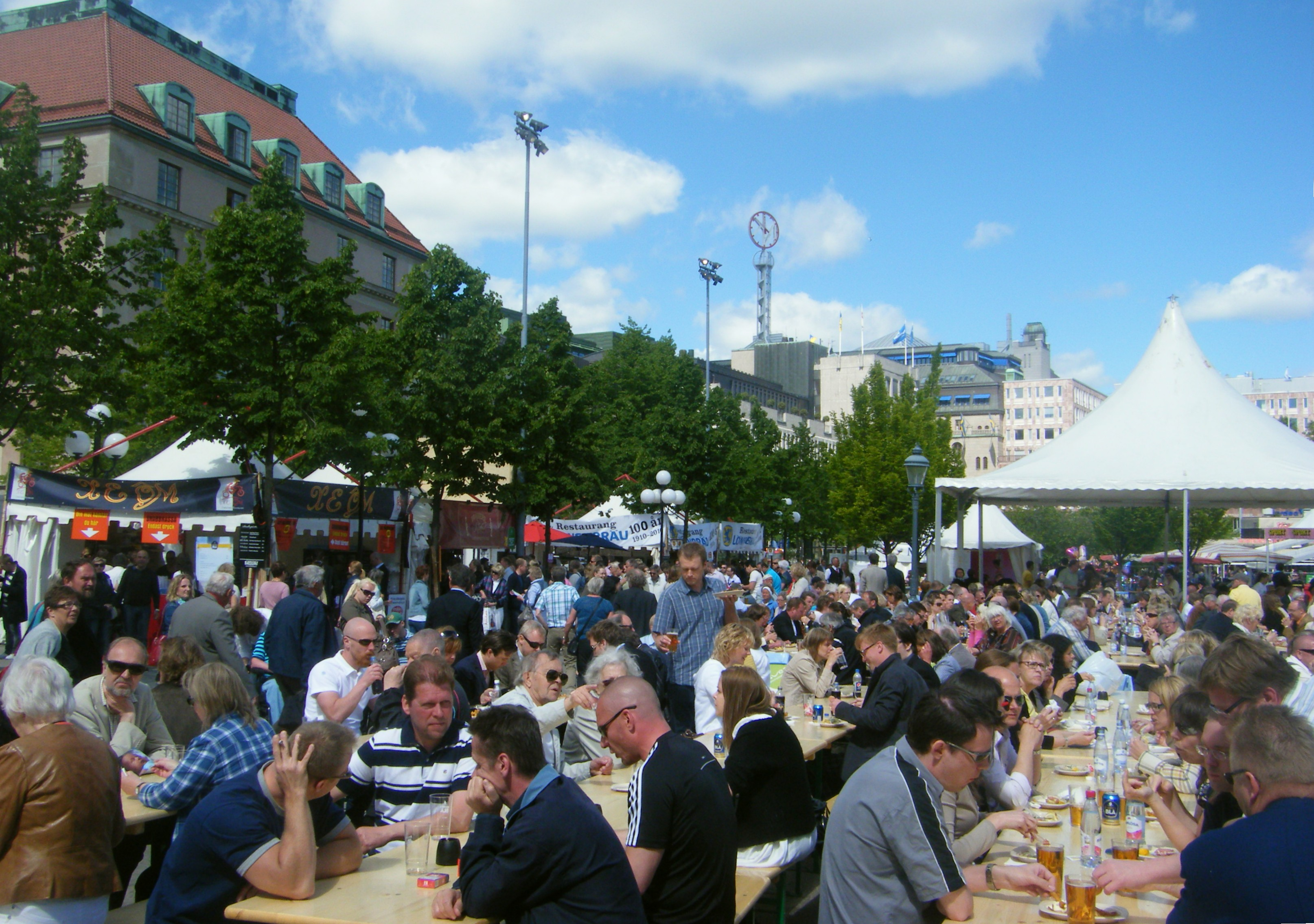
Smaka på Stockholm, 2010.

Smaka på Stockholm, tidigare Restaurangernas dag, blev sedan Vattenfestivalen lades ned Stockholms största årligen återkommande festival. Den har haft kring 350 000 besökare och därmed varit en av världens största i sitt slag. Smaka på Stockholm pågår cirka en vecka varje år i Kungsträdgården. Det är fri entré inklusive uppträdanden (där Eldkvarn uppträdde flera år i följd), samt upplevelser som matlagning, och där ett fyrtiotal (varav många kända) restauranger serverar prova på-portioner till lägre pris än vad de tar normalt. I samband med festivalen har även ett kyparlopp arrangerats vissa år.
Markus Saari, Johan Turesson och Anders Sewerin arrangerade 1991 första upplagan av "Restaurangernas dag, och sedan har det varit (med några undantag) återkommande arrangemang varje år i början av juni. 2008 (eller möjligen några år tidigare) bytte evenemanget namn till Smaka på Stockholm och arrangerades fram till och med 2019. Därefter tvingades festivalen ta paus på grund av Covid-19-pandemin och bytte dessutom namn till Smaka Good Food festival. 
Svårigheter med att få ihop den ekonomiska budgeten har därefter medfört att festivalen trots återkommande besked inte återöppnat, men 2024 meddelades att festivalen skulle återkomma 2025.